# Shanus taibaiensis
Shanus taibaiensis är en spindelart som beskrevs av Andrei V. Tanasevitch 2006. Shanus taibaiensis ingår i släktet Shanus och familjen täckvävarspindlar. Inga underarter finns listade i Catalogue of Life.